# Saint-martini labdarúgó-szövetség
A saint-martini labdarúgó-szövetség (franciául: Comité de Football des Îles du Nord) Saint-Martin nemzeti labdarúgó-szövetsége. 1986-ban alapították. A szövetség szervezi a saint-martini labdarúgó-bajnokságot, működteti a saint-martini labdarúgó-válogatottat.